# Eric Voegelin
Eric Voegelin (nascido Erich Hermann Wilhelm Vögelin; Colônia, 3 de janeiro de 1901 — Palo Alto, 19 de janeiro de 1985) foi um professor de filosofia política germano-americano. Ele se formou em ciências políticas na Universidade de Viena, onde se tornou professor associado da faculdade de Direito.
A obra de Voegelin pode ser dividida em duas fases: a primeira, anterior a sua emigração para os EUA, durante a qual ele escreveu a 'História das Ideias Políticas' sobre o racismo e o estado autoritário; a segunda, após sua ida para os EUA, onde ele aproximou de visões autoritárias com uma concepção política do mundo baseada na Religião e na História.

## Biografia
Embora Voegelin tenha nascido em Colônia, seus pais se mudaram para Viena em 1910. Por isso, Voegelin estudou na Universidade de Viena. Os orientadores de sua dissertação foram Hans Kelsen e Othmar Spann. Depois de sua habilitação em 1928, ele ensinou teoria política e sociologia. Na Áustria, Voegelin iniciou amizades duradouras com Alfred Schütz e Friedrich Hayek.
Spann o introduziu no estudo da filosofia grega clássica e do idealismo alemão. Muitos de seus colegas do seminário de Spann adeririam posteriormente ao nazismo, posição que sempre considerou inaceitável. Particular importância teve para Voegelin a recepção do pensamento de Hans Kelsen, criador da Teoria Pura do Direito, advogado, jurista proeminente e principal autor da Constituição Austríaca de 1920. Voegelin foi seu assistente, tendo frequentado regularmente seus seminários na Faculdade de Direito onde travou amizade com Felix Kaufmann e Fritz Shreier e, em particular, com Alfred Schütz.
Como resultado do Anschluss, conexão da Áustria com a Alemanha em 1938, Voegelin foi demitido de seu emprego. Ele e sua esposa fugiram das forças nazistas que invadiram Viena. Eles emigraram para os Estados Unidos da América e se tornaram cidadãos americanos em 1944. Evitando por pouco a prisão pela Gestapo, e após uma breve estada na Suíça, ele chegou aos Estados Unidos. Lecionou em várias universidades antes de ingressar no Departamento de Governo da Louisiana State University em 1942. Voegelin permaneceu em Baton Rouge até 1958, quando aceitou uma oferta da Ludwig-Maximilians-Universität de Munique para ocupar a antiga cadeira de Max Weber em ciência política, que estava desocupada desde a morte de Weber, em 1920. Em Munique, fundou o Institut für Politische Wissenschaft. Voegelin retornou à América em 1969 para ingressar na Hoover Institution da Universidade de Stanford e lecionar sobre Guerra, Revolução e Paz; Voegelin permaneceu trabalhando em Stanford até sua morte em 19 de janeiro de 1985.

## Ideias
Voegelin trabalhou para explicar a violência política endêmica do século XX, em uma abordagem peculiar da filosofia política, da história e da consciência. Na sua visão de mundo, inicialmente ele "culpava uma falsa interpretação utópica do cristianismo por ter gerado movimentos totalitários como o nazismo e o comunismo". Voegelin rejeitou quaisquer rótulos ideológicos ou categorizações que leitores e seguidores tentassem impor ao seu trabalho. Contudo essa visão seria revista ou nuançada em seus escritos mais maduros.
Ao longo de sua vida, publicou dezenas de livros, ensaios e resenhas. Um dos primeiros trabalhos foi As Religiões Políticas, de 1938. A obra versava sobre as ideologias totalitárias como “religiões políticas”, devido às suas semelhanças estruturais com a religião. Ele escreveu a série Ordem e História (em inglês, Order and History), em vários volumes, e que começou a ser publicada em 1956, permanecendo incompleta até sua morte, 29 anos depois do início da série. Suas palestras em Charles Walgreen, de 1951, publicadas como The New Science of Politics, às vezes são vistas como prolegômenos da série Ordem e História e continuam a ser seu trabalho mais conhecido. Ele deixou muitos manuscritos inéditos, incluindo uma história das ideias políticas, que desde então foi publicada em oito volumes.
Ordem e História  foi originalmente concebida como um exame, em cinco volumes, da história da ordem a partir da experiência pessoal de Voegelin sobre a  desordem do seu tempo. Os três primeiros volumes - Israel e Apocalipse, O Mundo da Polis e Platão e Aristóteles - são lançados em rápida sucessão, em 1956 e 1957, e concentraram-se nas evocações de ordem do antigo Oriente Próximo e da Grécia.
Depois disso, Voegelin encontrou dificuldades que retardaram a publicação do restante da série. Isto, combinado com seus deveres administrativos universitários e trabalhos relacionados ao novo instituto, ocasionou um delay de 17 anos, entre o terceiro e o quarto volume. Suas novas preocupações foram indicadas na coleção alemã de 1966 Anamnesis: Zur Theorie der Geschichte und Politik. O quarto volume, A Era Ecumênica, foi lançado em 1974. Ele rompeu com o padrão cronológico dos volumes anteriores, investigando simbolizações de ordem que variavam no tempo - desde a Lista de Reis Sumerianos até Hegel. O trabalho no volume final, Em Busca da Ordem, ocupou os últimos dias de Voegelin e foi publicado postumamente, em 1987.
O trabalho de Voegelin não se encaixa facilmente em disciplinas convencionais, embora alguns de seus leitores tenham encontrado semelhanças com obras contemporâneas, por exemplo, de Ernst Cassirer, Martin Heidegger e Hans-Georg Gadamer. Voegelin frequentemente inventa termos ou então usa, de maneira peculiar, termos já estabelecidos. No entanto, existem padrões em seu trabalho com os quais o leitor pode rapidamente se familiarizar.
Entre as indicações de interesse crescente pelo trabalho de Voegelin está a bibliografia internacional de 305 páginas publicada em 2000 pelo Wilhelm Fink Verlag de Munique; a presença de centros de pesquisa dedicados em universidades dos Estados Unidos, Alemanha, Itália e Reino Unido; traduções recentes em idiomas que vão do português ao japonês; e a publicação de uma coleção de 34 volumes de suas obras primárias pela University of Missouri Press e várias obras primárias e secundárias oferecidas pelo Eric-Voegelin-Archiv da Universidade de Munique. 

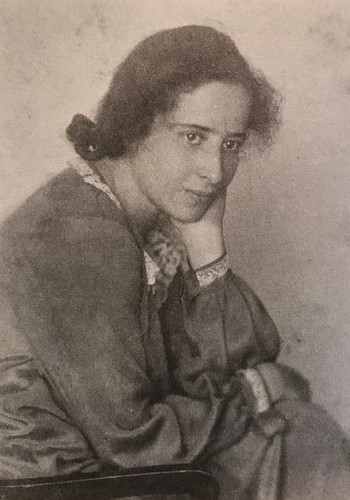
Arendt foi uma das interlocutoras de Voegelin no temas do totalitarismo.

No início dos anos 50, Voegelin lê as Origens do Totalitarismo da filósofa Hannah Arendt e lhe endereça algumas cartas a fim de comentar seu trabalho. Essas cartas são respondidas por Arendt e depois se tornam uma resenha publicada na Review of Politics. Voegelin discorda então da forma como Arendt entende o totalitarismo e desenvolve uma nova forma de fazê-lo, por meio daquilo que conhecemos como gnose.
Voegelin não faz o mesmo exercício intelectual que outros autores que pensaram o totalitarismo, como é o caso do referido Hannah Arendt, por exemplo. Esta autora desenvolveu um estudo sistemático acerca da organização interna do movimento e investigou detalhadamente alguns aspectos, como a estrutura da polícia, os campos de concentração e os mecanismos propagandísticos. Voegelin pensou tais regimes a partir de outra perspectiva e furtou-se de realizar uma análise histórico-sistemática do nacional socialismo e do estalinismo de forma que não é possível afirmar que Voegelin fez uma caracterização destes regimes como fizeram outros autores. Sua tarefa, antes de tudo, parece ter sido assinalar as relações entre o gnosticismo e a ascensão de tais regimes apontando aqui e ali elementos de ligação.
O tema sobre a gnose encontra-se inserido dentro de um contexto mais amplo: a importância da espiritualidade e suas consequências políticas. Voegelin recorre a Platão para afirmar que participamos da construção da História. Para Voegelin, o homem teria perdido a metaxý (μετά + ξύν), ou seja, o ponto de equilíbrio entre o transcendente e o imanente.
Segundo Voegelin, para “compreender religiões políticas apropriadamente”, seria necessário “ampliar o conceito de religiosidade” e incluir não apenas “religiões de salvação, mas também todas aqueles fenômenos durante o desenvolvimento do Estado, que poderíamos pensar como religioso.” Com efeito, Voegelin distingue “religiões ultramundanas” das “religiões intramundanas”, e a última categoria incluiu todos os movimentos, mesmo aqueles que eram ateus e hostis à religião, que, no entanto, exibiam “experiências religiosas subjacentes ao seu comportamento, que cultuava como sagrado algo diferente das religiões contra lutaram.”
Assim, Voegelin não apenas ampliou o conceito do religioso, mas também adotou o termo “religião política” extensivamente para definir várias formas de sacralização do poder, o Estado, e política, do mundo clássico aos tempos modernos.

### Críticas ao nazismo
Depois da anexação da Áustria à Alemanha, em 1938, Voegelin foi imediatamente demitido pelos nazistas. Sua oposição a Adolf Hitler estava clara em quatro obras publicadas entre 1933 e 1938. Ele e sua esposa fugiram da Áustria em razão da expansão do nazismo e emigraram para os Estados Unidos, obtendo cidadania daquela nação em 1944. Voegelin lecionou por um ano no Departamento de Ciência Política da Universidade Harvard, dois anos na Universidade do Alabama.
Voegelin fez diversas conferências sobre Hitler e o nazismo na Universidade de Munique em 1964. Ao negar o lugar-comum da “culpa coletiva”, Voegelin apresentou o que chamou de instrumentos de diagnóstico, analisando a relação entre a igreja, a academia e o direito com o nazismo.

### Críticas ao marxismo
Em seu livro "Reflexões Autobiográficas" Voegelin alega que, induzido pela onda de interesse sobre a Revolução Russa de 1917, estudou "O Capital" de Marx aderiu ao marxismo entre agosto e dezembro de 1919. Porém, durante seu curso universitário, ao estudar disciplinas de teoria econômica e história da teoria econômica aprendera o que lhe parecia errado em Marx. Para Voegelin, Marx comete uma grave distorção ao escrever sobre Hegel. Para Voegelin, ao "transformar todos os conceitos que Hegel concebeu como predicados da ideia em anunciados sobre fatos".
Segundo Voegelin, Marx e Engels enunciam um disparate ao iniciarem o Manifesto Comunista com a afirmação categórica de que toda a história social até o presente foi a história da luta de classes. Eles sabiam, desde o colégio, que outras lutas existiram na história, como as Guerras Médicas, as conquistas de Alexandre, o Grande, a Guerra do Peloponeso, as Guerras Púnicas e a expansão do Império Romano, as quais, decididamente nada tiveram de luta de classes.

### Críticas ao tomismo
De acordo com Voegelin, é uma impossibilidade teórica submeter um mistério ritual, como a transubstanciação, a uma interpretação em termos de metafísica tomista-aristotélica.

"A ascendência [deste caminho] remonta a antes da Reforma Protestante, até a invasão metafísica do período escolástico. A confusão iluminista dos símbolos, a inclinação gnóstica de estender a operação do intelecto ao domínio da fé e do mito, começa em problemas específicos do século XII, e entre os pecadores encontramos, talvez inesperadamente, até mesmo Santo Tomás.” 

### Críticas a João Calvino
A História das Ideias Políticas contém uma elaboração de Voegelin em relação à Reforma, ainda que sua observação sobre João Calvino ocorra em sua obra Nova Ciência da Política. Nela ele chama os Institutos de um “Alcorão gnóstico", um “gênero de literatura gnóstica”, do qual Calvino nos deu “o primeiro exemplar deliberadamente criado”. Voegelin propõe “Alcorão” como um termo técnico, mas refere-se, antes de mais, a um objeto histórico empírico. O termo técnico é inevitavelmente metafórico: quais são as características e funções concretas do Alcorão histórico, de modo que Voegelin poderia rotular outros textos “alcorânicos”.

## Críticas às concepções de Voegelin
No livro "Die Neue Wissenschaft der Politik" ("A Nova Ciência da Política")  do filósofo e professor de Voegelin, Hans Kelsen, a representação de Voegelin é criticada como militarista e antidemocrática. Depois de 2000, o debate Kelsen-Voegelin voltou a ser objeto de debate científico.
Como Voegelin aplicou o conceito de Gnose de maneira indiscriminada ao marxismo, comunismo, nacional-socialismo, progressismo, liberalismo e humanismo, vários pensadores apontaram que o conceito de Gnose tal como usado por Voegelin carece de precisão histórica e teórica. Portanto, de acordo com essas críticas, o termo "gnosticismo" usado por Voegelin, é mais invectivo e dificilmente pode servir de base científica para uma análise dos movimentos políticos.
Colega próximo de Voegelin, o filósofo Leo Strauss também rejeitou o conceito de "gnose" como uma ferramenta interpretativa válida para se compreender sentido de modernidade. Para Strauss a ideia de "gnose" resulta numa “teia de afirmações fantásticas” que é “é mais capaz de desacreditar a teoria política do que de estabelecê-la”. Para ele a compreensão de Voegelin da sociedade política “mistura teologismo com o historicismo”. Strauss expõe que a dependência da revelação divina em na forma especificamente cristã, equivale, segundo ele, ao “abandono da própria ideia de ciência política”.
O próprio Kelsen analisa detalhadamente a teoria da gnose de Voegelin e argumenta que ela é baseada em interpretações idiossincráticas dos documentos da história citados para esse propósito. Para Kelsen, Voegelin perde toda a capacidade de diferenciação através da descrição sumária das correntes intelectuais modernas como "gnósticas" e, assim, desce ao nível propagandístico.
Stephan A. Hoeller, estudioso do gnosticismo e bispo de uma igreja gnóstica, criticou duramente o uso feito do termo gnose por Voegelin: “Voegelin tornou-se um profeta de uma nova teoria da história, na qual o gnosticismo desempenhou um papel mais nefasto.” O teólogo Thomas Jonathan Jackson Altizer também afirmou que “[o] professor Voegelin acha que tudo é gnóstico.”
De forma mais amena, Hannah Arendt afirma que Voegelin toma caminhos errados em sua obra A nova ciência da política, embora reconheça a importância da obra para o estudo da política.
Seja como for, para alguns de seus seguidores e estudiosos, Voegelin teria abandonado ou mitigado o uso do termo gnose em seus escritos mais maduros. Eugene Webb, afirmou que o próprio Voegelin disse que “provavelmente não teria usado esse termo se ele estivesse recomeçando”.

## Obra

### em português
- 1979 A Nova Ciência da Política. Brasília: UnB.
- 2008 Reflexões Autobiográficas. São Paulo: É Realizações.
- 2008 Hitler e os Alemães. São Paulo: É Realizações.
- 2009 Anamnese: Da Teoria da História e da Política. São Paulo: É Realizações.
- 2009 Ordem e História, vol. I: Israel e a Revelação. São Paulo: Edições Loyola.
- 2009 Ordem e História, vol. II: O Mundo da Pólis. São Paulo: Edições Loyola.
- 2009 Ordem e História, vol. III: Platão e Aristóteles. São Paulo: Edições Loyola.
- 2010 Ordem e História, vol. IV: A Era Ecumênica. São Paulo: Edições Loyola.
- 2010 Ordem e História, vol. V: Em Busca da Ordem. São Paulo: Edições Loyola.
- 2012 História das Ideias Políticas - Vol. I: Helenismo, Roma e Cristianismo Primitivo. São Paulo: É Realizações.
- 2012 História das Ideias Políticas - Vol. II: Idade Média até Tomás de Aquino. São Paulo: É Realizações.
- 2013 História das Ideias Políticas - Vol. III: Idade Média Tardia. São Paulo: É Realizações.
- 2014 História das Ideias Políticas - Vol. IV: Renascença e Reforma. São Paulo: É Realizações.
- 2016 História das Ideias Políticas - Vol. V: Religião e a Ascensão da Modernidade. São Paulo: É Realizações.
- 2017 História das Ideias Políticas - Vol. VI: Revolução e a Nova Ciência. São Paulo: É Realizações.
- 2017 História das Ideias Políticas - Vol. VII: A Nova Ordem e a Última Orientação. São Paulo: É Realizações.
- 2019 História das Ideias Políticas - Vol. VIII: A Crise e o Apocalipse do Homem. São Paulo: É Realizações.

### Sobre Voegelin
- Cleto, Marcelo de Souza. A ordem da participação:Eric Voegelin e a ontologia do ser finito. 2015. 164 f. Tese (Doutorado em Filosofia). Programa de Estudos Pós-Graduados em Filosofia - Pontifícia Universidade Católica de São Paulo, São Paulo, 2015. https://sapientia.pucsp.br/handle/handle/11688
- Cleto, Marcelo de Souza. A recepção brasileira de Eric Voegelin. Síntese, Revista de Filosofia. Belo Horizonte, v. 43, n. 136, p. 319-335, Mai./Ago., 2016. http://faje.edu.br/periodicos/index.php/Sintese/article/view/3562
- Federici, Michael P. Eric Voegelin – A Restauração da Ordem. São Paulo: É Realizações, 2011. ISBN 978-85-8033-020-5
- Henriques, Mendo Castro. Filosofia Política em Eric Voegelin - dos megalitos à era espacial (Livro + 3 DVDs). São Paulo: É Realizações, 2009. ISBN 9788588062689
- Henriques, Mendo Castro. A Filosofia Civil de Eric Voegelin. São Paulo: É Realizações, 2010. ISBN 978-85-88062-82-5
- Sandoz, Ellis. A Revolução Voegeliniana. São Paulo: É Realizações, 2010. ISBN 978-88062-81-8

### Obras publicadas em outros países
- 1928 Ueber die Form des amerikanischen Geistes. Tuebingen: J. C. B. Mohr (Paul Siebeck).
- 1933 Rasse und Staat. Tuebingen: J. C. B. Mohr (Paul Siebeck). Die Rassenidee in der Geistesgeschichte von Ray bis Carus. Berlin: Junker &  Duennhaupt.
- 1936 Der Autoritaere Staat. Vienna: Springer.
- 1938 Die politischen Religionen. Vienna: Bermann-Fischer. Reprint ed., 1939 with new Foreword, Stockholm: Bermann-Fischer.
- 1952 The New Science of Politics: An Introduction (Nova Ciência Política: uma introdução). Chicago. University of Chicago Press.
- 1956 Israel and Revelation. Baton Rouge: Louisiana State University Press. Vol. I of  Order and History.
- 1957 The World of the Polis. Baton Rouge: Louisiana State University Press. Vol. II of  Order and History.
- 1957 Plato and Aristotle. Baton Rouge: Louisiana State University Press. Vol. III of  Order and History.
- 1959 Die Neue Wissenschaft der Politik/Eine/Einfuehrung. Munich: Pustet. (Translation of The New Science of Politics.)
- 1959 Wissenschaft, Politik, und Gnosis. Munich: Koesel.
- 1966 Anamnesis: Zur Theorie der Geschichte and Politik. Munich: R. Piper & Co., Verlag.
- 1968 Science, Politics, and Gnosticism. Chicago: Henry Regnery. (Translation of Wissenschaft, Politik, und Gnosis by William J. Fitzpatrick, with a Foreword to the American edition.)
- 1968 La Nuova Scienza Política. Turin: Borla. (Tradução de The New Science of Politics, with an introduction by A. Del Noce.)
- 1970 11 Mito del Mondo Nuovo. Milan: Rusconi. (Tradução de Wissenschaft, Politik, und Gnosis by Arrigo Munari, com uma introdução de Mario Marcolla.)
- 1972 Anamnesis: Teoria della Storia e della Política. Milan: Guiffre. (Translation of Anamnesis.)
- 1974 The Ecumenic Age. Baton Rouge: Louisiana State University Press. Vol. IV of  Order and History.
- 1975 From Enlightenment to Revolution. Edited by John H. Hallowell. Durham, N.C.: Duke University Press.
- 1978  Anamnesis. Notre Dame, Ind. and London: University of Notre Dame Press. (Translated and edited by Gerhart Niemeyer, with a new Chapter I, "Remembrance of Things Past," para a Edição Americana).
- 1980 Conversations with Eric Voegelin. Edited by Eric O'Connor. S. J. Montreal: Thomas More Institute.  (Transcript of four lectures and discussions held in Montreal in 1965, 1967, 1970, and 1976.)